# Troy Dumais
Troy Matthew Dumais (Ventura, 21 gennaio 1980) è un tuffatore statunitense.
Ha rappresentato gli Stati Uniti in quattro edizioni delle Olimpiadi. Nel trampolino 3 metri si è classificato 6º a Sydney, Atene e Pechino. Sempre a Sydney ha anche conquistato il 4º posto nel trampolino 3 m sincronizzato con il compagno di nazionale David Pichler; ad Atene invece ha gareggiato nella stessa categoria con il fratello Justin Dumais, classificandosi sesto in quella occasione; non ha invece partecipato in questa prova nei giochi di Pechino.
Con il compagno di nazionale Kristian Ipsen ha vinto la medaglia d'argento nei 3 metri sincro ai mondiali di Roma 2009. Ha frequentato l'università del Texas.
Ai Giochi olimpici di Londra 2012, in coppia con Kristian Ipsen, ha vinto la medaglia di bronzo olimpica nel trampolino 3 metri sincro.

## Palmarès
- Giochi olimpici

Londra 2012: bronzo nel sincro 3 m.
- Mondiali di nuoto

Perth 1998: argento nel trampolino 1 m.
Montreal 2005: argento nel trampolino 3 m e bronzo nel sincro 3 m.
Roma 2009: argento nel trampolino 3 m e nel sincro 3 m.